# Ursula Kubes-Hofmann

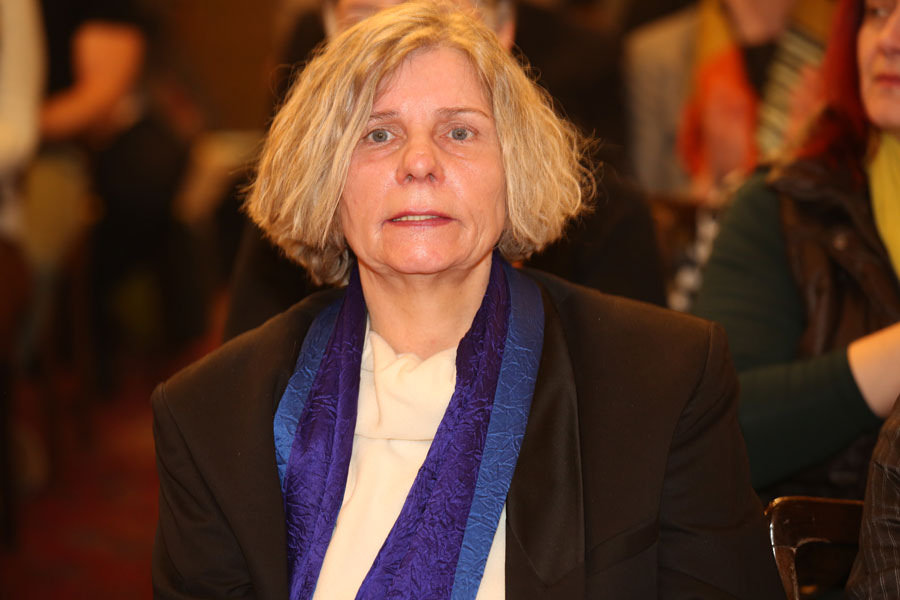
Ursula Kubes-Hofmann (2015)

Ursula Kubes-Hofmann (geboren 1953 in Wien) ist eine österreichische Feministin und Erwachsenenbildnerin.

## Leben
Ursula Kubes studierte Medizin, Philosophie, Geschichte und Germanistik an der Universität Wien und wurde 1985 mit der Dissertation Auch eine. Kritik der weiblichen Geschichtslosigkeit am Beispiel der deutschen Frühromantik promoviert. Kubes-Hofmann nahm Lehraufträge in Wien, Innsbruck und Berlin wahr. Sie war Mitgründerin des Wiener Frauenverlags und war 1993 Gründerin der Zeitschrift [sic!] Forum für Feministische GangArten.

## Auszeichnungen
- 1998 Käthe-Leichter-Preis
- 2005: Journalistinnenpreis Die Spitze Feder[1]
- 2012 Österreichischer Staatspreis für Erwachsenenbildung
- 2015 Frauenring-Preis[2]

## Publikationen
- Das unbewusste Erbe. Weibliche Geschichtslosigkeit zwischen Aufklärung und Frühromantik. Nachwort zu Hannah Arendt, Reihe Frauenforschung Band 21, Wiener Frauenverlag, Wien 1993, ISBN 3-900399-78-6. Diss. Wien, 1985
- (Hrsg.): Sagen, was ist. Zur Aktualität Hannah Arendts. Aufsatzsammlung, Verlag für Gesellschaftskritik, Wien 1994, ISBN 3-85115-191-7.
- mit Elisabeth Wohofsky (Hrsg.): Sternzeit. Frauengenerationen und historisches Bewußtsein. Vorwort von Michaela Judy,  Dokumentation zur Veranstaltung am 19. Oktober 1996 in der Kuffner-Sternwarte, Internationales Studienzentrum für Wissenschaftliche Erwachsenenbildung und Demokratieforschung (ISZ), Verband Wiener Volksbildung, Edition Volkshochschule, Wien 1998, ISBN 3-900799-20-2.
- Wohin und zurück. Politische Kommentare und kritische Essays. Einführung von Marlene Streeruwitz, Reihe Dokumentation Band 23, Milena-Verlag, Wien 2001, ISBN 3-85286-095-4.